# Сейлем (округ)
Округ Сейлем (англ. Salem County) — округ штата Нью-Джерси, США. Занимает площадь 965 км2. Согласно переписи населения 2000 года, в округе Сейлем проживало 64 285 человек. По оценке Бюро переписи населения США, к 2009 году население увеличилось на 3,2 %, до 66 342 человек. Сейлем является частью так называемой Долины Делавэра (англ. Delaware Valley), поскольку находится в окрестностях Филадельфии. В городе Сейлем располагается административный центр округа. Крупнейшим населённым пунктом округа является Пеннсвилл.